# La personne aux deux personnes
La personne aux deux personnes ist eine französische Filmkomödie von Nicolas Charlet und Bruno Lavaine aus dem Jahr 2008.

## Handlung
Jean-Christian Ranu arbeitet als Buchhalter beim Consortium Organisationnel de Gestion Institutionnelle et Patrimoniale, kurz COGIP. Eines Tages wird er in einen Autounfall verwickelt: Sänger Gilles Gabriel, der in den 1980er-Jahren einen Charterfolg hatte, übersieht ihn und fährt ihn an. Gilles wird bei dem Unfall getötet, doch schlüpft sein Geist in Ranu, der sonst keine Verletzungen erlitten hat. Gilles kann sich seine neue Existenz zunächst nicht erklären und bringt den kleinen Buchhalter Ranu mit seinen Fragen und seinem Gerede um den Verstand. Da nur Ranu die Stimme hören kann, verfällt er für die Außenwelt immer öfter in Selbstgespräche.
Bei einem Motivationsseminar, das von seiner Chefin und heimlichen großen Liebe Muriel Perrache gehalten wird, fällt er negativ auf, als er lautstark mit Gilles diskutiert. Er verlässt das Seminar schließlich vorzeitig, um auf Gilles’ Anweisung hin zunächst zum Krankenhaus zu gehen, in das der Tote eingeliefert wurde. Hier will er sich mit Gilles’ Frau in Verbindung setzen, doch wird er schnell rausgeworfen. Beim Versuch, in Gilles’ Wohnung einzubrechen, sieht Ranu wiederum dessen Frau mit einem anderen Mann. Gilles ist empört.
Ranu hat während des Seminars keine Aufgaben gelöst, sondern stattdessen seine Arbeitsblätter mit Aufforderungen an Gilles, endlich ruhig zu sein, gefüllt. Muriel ist empört und eröffnet Ranu in einem Personalgespräch, dass er zu hohe Kosten bei zu wenig Profit für die Firma verursache. Aus diesem Grund erwägt die Firma, ihn nach Bukarest zwangszuversetzen. Mit Gilles’ Hilfe gelingt es Ranu, Muriel von seinem Wert für die Firma zu überzeugen. Um seine Versprechen in Taten umgesetzt zu sehen, eröffnet Muriel ihm, dass er in einer Woche einen seit acht Jahren vorbereiteten Vortrag über die Indexierung der Kapitaltransaktionen vor dem Kongressgebäude halten soll. Zusammen mit Gilles macht sich Ranu daran, seine Nervosität in den Griff zu kriegen und seinen Vortrag auswendig zu lernen. Da Gilles gleichzeitig an seinem Comeback als Sänger arbeiten will, schafft sich Ranu ein Piano an und raucht, hat Gilles doch zum Kreativsein eine Zigarette nötig. Gilles ist es auch, der Ranu dazu bringt, Muriel auf einen Kaffee einzuladen, doch vergeht das Treffen in peinlicher Stille. Als Ranu ihr wenig später ein Geschenk macht, interpretiert er ihre Reaktion darauf falsch und küsst sie, nachdem er ihr seine Liebe gestanden hat. Für Muriel ist das Maß voll: Sie streicht seinen Vortrag vor dem Kongress und ordnet seine Zwangsversetzung nach Bukarest an. Ranu gelingt es dennoch, vor dem Kongress zu sprechen. Seinen eigentlich trockenen Vortrag verpackt er in Liedform und begleitet sich am Piano. Die Anwesenden sind begeistert und Muriels Vorgesetzte stellen ihn als Partyorganisator des COGIP ein. Glücklich ist Ranu mit dieser Entwicklung nicht gerade und auch Gilles ist deprimiert, hat Ranu doch bei einem erneuten Besuch bei seiner vermeintlichen Witwe einen sehr lebendigen Gilles vorgefunden. Der Gilles in Ranus Kopf fragt sich nun, wer er ist, wenn er doch eigentlich noch lebt.
Gilles arrangiert sich mit Ranu und bringt ihn dazu, Muriel einzuladen. Sie erscheint tatsächlich und nach einigen verklemmten Gesprächsanfängen zeigt sich am Ende, dass beide ineinander verliebt sind. Aus dem Abend wird eine Nacht zusammen, auch wenn Muriel aus Ranus Geschichte von seinem Leben mit Gilles zunächst schlussfolgert, dass Ranu schwul ist. Am Morgen danach erwacht Ranu und Gilles scheint verschwunden zu sein. Verzweifelt läuft Ranu auf die Straße, wo er von Joey Starrs Wagen erfasst wird. Als er zu sich kommt, hört Ranu Joey Starrs Stimme in seinem Kopf und auch Gilles ist wieder da. Beide Stimmen fangen ein, auf Ranu einzureden, der anfängt, beide zu koordinieren. Die folgenden Monate laufen im Schnelldurchgang ab. Gilles und Muriel werden ein Paar und Muriel lernt, mit den Stimmen in Ranus Kopf zu leben. Diese werden immer mehr, stimmen am Ende über den Namen von ihrem ersten Kind ab und haben sich einige Jahre später zu einer beachtlichen Stimmgruppe in Ranus Kopf vermehrt. Dies hat auch Vorteile, so kann Ranu bei Fragen seiner inzwischen achtjährigen Kinder stets einen Experten in seinem Kopf vorweisen, der eine Antwort geben kann.

## Produktion

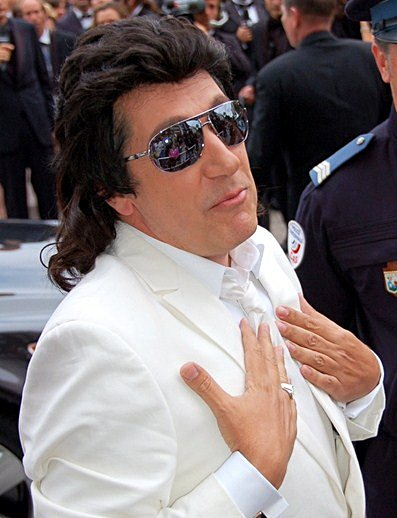
Alain Chabat als Gilles Gabriel in Cannes 2008

La personne aux deux personnes wurde 2007 in Paris gedreht. Die Kostüme schuf Charlotte David, die Filmbauten stammen von Stéphane Rozenbaum. Der Film kam am 18. Juni 2008 in die französischen Kinos, wo er von 220.879 Zuschauern gesehen wurde. Im Januar 2009 erschien der Film in Frankreich auf DVD. In Deutschland ist er bisher (Stand Dezember 2013) nicht veröffentlicht worden.
Alain Chabat singt im Film die Lieder Flou de toi, Mise au poing und Pitou; Daniel Auteuil singt Mise au poing und COGIP!. Zur Bewerbung des Films wurde am 1. April 2008 das Video Flou de toi von „Gilles Gabriel“ aufgenommen und am Folgetag auf Dailymotion veröffentlicht. Zudem wurde eine Gilles-Gabriel-Seite auf Myspace eingerichtet. Alain Chabat erschien als Gilles Gabriel auf den Internationalen Filmfestspielen von Cannes 2008.

## Kritik
Le Point lobte Daniel Auteuils Spiel, der keine Scheu hatte, sich für die Rolle optisch verunstalten zu lassen. Es sei dennoch schade, dass der Film sehr repetitiv sei und zu sehr im Theoretisch verharre. L’Express schrieb, dass dem Szenario etwas Dramatik fehle und die Inszenierung einfallsreicher hätte sein können, die überbordende Spielfreude des Ensembles jedoch amüsiere. Le Monde bezeichnete den Film als riskant und manchmal sehr lustig, auch wenn er Schwierigkeiten habe, über die gesamte Filmlänge hinweg zu überzeugen.